# 安部建輝
安部 建輝（あべ たてき、1986年9月3日 - ）は、大阪府大阪市出身の元プロ野球選手（投手）。

## 経歴

### プロ入り前
近畿大附高時代は、2年時の春に第75回選抜高等学校野球大会に出場するも登板機会は無かった。1学年下の鶴直人の控え投手として挑んだ3年時の夏は、大阪府予選4回戦で大体大浪商高に敗れた。
高校卒業後は、近畿大学に進学し関西学生野球連盟に加盟している硬式野球部に入部する。大学時代は、同期の巽真悟の控え。4年秋、京大戦での1勝に留まる。リーグ通算16試合に登板、1勝0敗、防御率1.97。
大学卒業後は、社会人野球のNTT西日本に入団。1年目の2009年から公式戦に登板し、初登板となった東京スポニチ大会の鷺宮製作所戦ではいきなり完投勝利を収めた。同年の第80回都市対抗野球大会でも登板するが3回戦の東京ガス戦で敗戦投手となってしまった。2年目の2010年から主戦となり、2011年の第82回都市対抗野球大会1回戦のセガサミー戦では完封勝利を記録し、大会優秀選手に選出された。
2012年10月25日、プロ野球ドラフト会議で横浜DeNAベイスターズから5位指名を受け、契約金4000万、年俸900万（推定）で入団した。背番号は43。また、同僚の増田達至も埼玉西武ライオンズから1位指名を受けた。

### プロ入り後
2013年6月28日、中日ドラゴンズ戦においてプロ初登板を果たし、1回を1失点であった。
2015年ロングリリーフとして起用されていたが、5月23日の阪神タイガース戦で炎上し二軍落ちをした。その後8月20日に再昇格をするも、1試合の登板のみに留まり、以降の一軍登板はなかった。
2016年5月23日、春季キャンプで痛めた右肘の回復が思わしくなく、トミー・ジョン手術を受けることが発表された。10月2日、球団より戦力外通告を受け、12月2日、自由契約公示された。

### 引退後
引退後は球団職員として、西日本エリアのスカウトを担当している。坂本裕哉、田部隼人、小深田大地、小園健太、松尾汐恩などを担当。2023年よりアマスカウト担当からプロスカウト担当に移った。

## 選手としての特徴・人物
最速148km/hのストレートとツーシーム、スライダーフォークといった多彩な球種を駆使する。本人は、球速は気にせずに低めの制球で勝負するタイプと語っている。
社会人時代の2011年11月に結婚しており、2012年5月には長男が誕生している。

## 詳細情報

### 年度別投手成績
| 年 度     | 球 団     | 登 板 | 先 発 | 完 投 | 完 封 | 無 四 球 | 勝 利 | 敗 戦 | セ 丨 ブ | ホ 丨 ル ド | 勝 率 | 打 者 | 投 球 回 | 被 安 打 | 被 本 塁 打 | 与 四 球 | 敬 遠 | 与 死 球 | 奪 三 振 | 暴 投 | ボ 丨 ク | 失 点 | 自 責 点 | 防 御 率 | W H I P |
| --------- | --------- | ----- | ----- | ----- | ----- | -------- | ----- | ----- | -------- | ----------- | ----- | ----- | -------- | -------- | ----------- | -------- | ----- | -------- | -------- | ----- | -------- | ----- | -------- | -------- | ------- |
| 2013      | DeNA      | 1     | 0     | 0     | 0     | 0        | 0     | 0     | 0        | 0           | ----  | 6     | 1.0      | 1        | 0           | 2        | 0     | 0        | 0        | 0     | 0        | 1     | 1        | 9.00     | 3.00    |
| 2014      | DeNA      | 4     | 0     | 0     | 0     | 0        | 0     | 0     | 0        | 0           | ----  | 23    | 4.2      | 5        | 2           | 4        | 0     | 0        | 6        | 0     | 0        | 3     | 3        | 5.79     | 1.93    |
| 2015      | DeNA      | 5     | 0     | 0     | 0     | 0        | 0     | 1     | 0        | 0           | .000  | 38    | 9.1      | 6        | 1           | 6        | 0     | 0        | 6        | 1     | 0        | 3     | 3        | 2.89     | 1.29    |
| 通算：3年 | 通算：3年 | 10    | 0     | 0     | 0     | 0        | 0     | 1     | 0        | 0           | .000  | 67    | 15.0     | 12       | 3           | 12       | 0     | 0        | 12       | 1     | 0        | 7     | 7        | 4.20     | 1.60    |

### 記録
- 初登板：2013年6月28日、対中日ドラゴンズ10回戦（横浜スタジアム）、7回表2番手で救援登板、1回1失点[19]
- 初奪三振：2014年6月27日、対広島東洋カープ10回戦（横浜スタジアム）、7回表に前田健太から見逃し三振

### 背番号
- 43（2013年[5] - 2016年）